# Качулата (Муреш)
Качулата (рум. Căciulata) насеље је у Румунији у округу Муреш у општини Рачу. Oпштина се налази на надморској висини од 324 m.

## Становништво
Према подацима из 2002. године у насељу је живело 172 становника, од којих су сви румунске националности.